# Jutte
Jutte o jitte (十手Jutte o jitte?  lit. "diez manos") es un arma tradicional japonesa, especialmente utilizada en el período Edo. El arte marcial basado en su uso es conocido como jittejutsu.

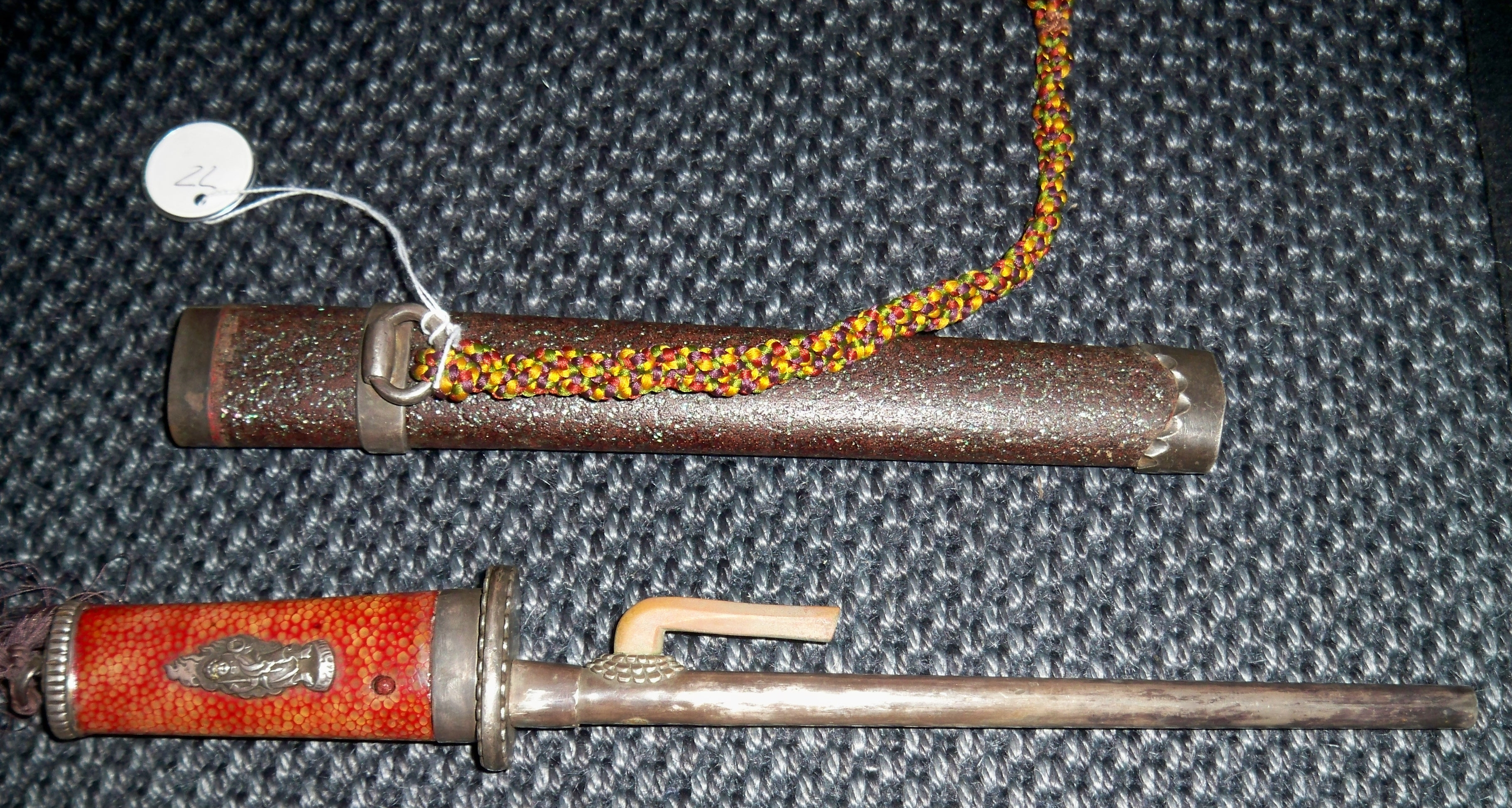
Jutte.

En el Japón feudal, el jutte era un arma utilizada por los samurai pertenecientes a las fuerzas policiales (llamadas okappiki o doshin) y estaba unida a las fuerzas policiales hasta el punto de servir en sí misma como placa o identificativo de su oficio. Otros representantes de la ley que lo llevaban eran los inspectores de hoteles y mercancías (aratame).
El origen del nombre de esta arma es desconocido. Según el maestro Nakayama se debería a su efectividad que igualaría metafóricamente a cinco hombres, mientras que según expertos como el maestro Kanawaza tendría su origen en que puede ser usado de hasta diez formas diferentes.

## Diseño y técnica
El jutte moderno mide 45 cm de largo, sin bordes cortantes y con un saliente de 5 cm que empieza en la protección de la empuñadura. Se sujeta con una mano, y su saliente se puede usar para trabar la hoja de una espada, pero su uso más habitual era enganchar la ropa del agresor para dominarlo.

## Historia
Tradicionalmente se considera que la forma original del jutte fue creada por el legendario fabricante de espadas Masamune, aunque hay versiones que indican que fue su padre, Munshinai, quién la creó. La similitud de sus diseños sugiere que está basado en el sai de Okinawa, pero hay evidencias de que su existencia es previa y que la influencia pudo ser a la inversa.
En el período Edo, portar una espada dentro del palacio del shogun era una ofensa punible con la muerte, y esto se aplicaba sin distinción de oficios, incluyendo funcionarios, policías y los mismos guardias. Por ello, éstos debían recurrir a armas sin filo como el jutte, el cual pasó a convertirse en seña de su posición.

## Variantes
Una variante en el diseño se denomina marohoshi, y es generalmente más corta e incorpora una hoja con filo.

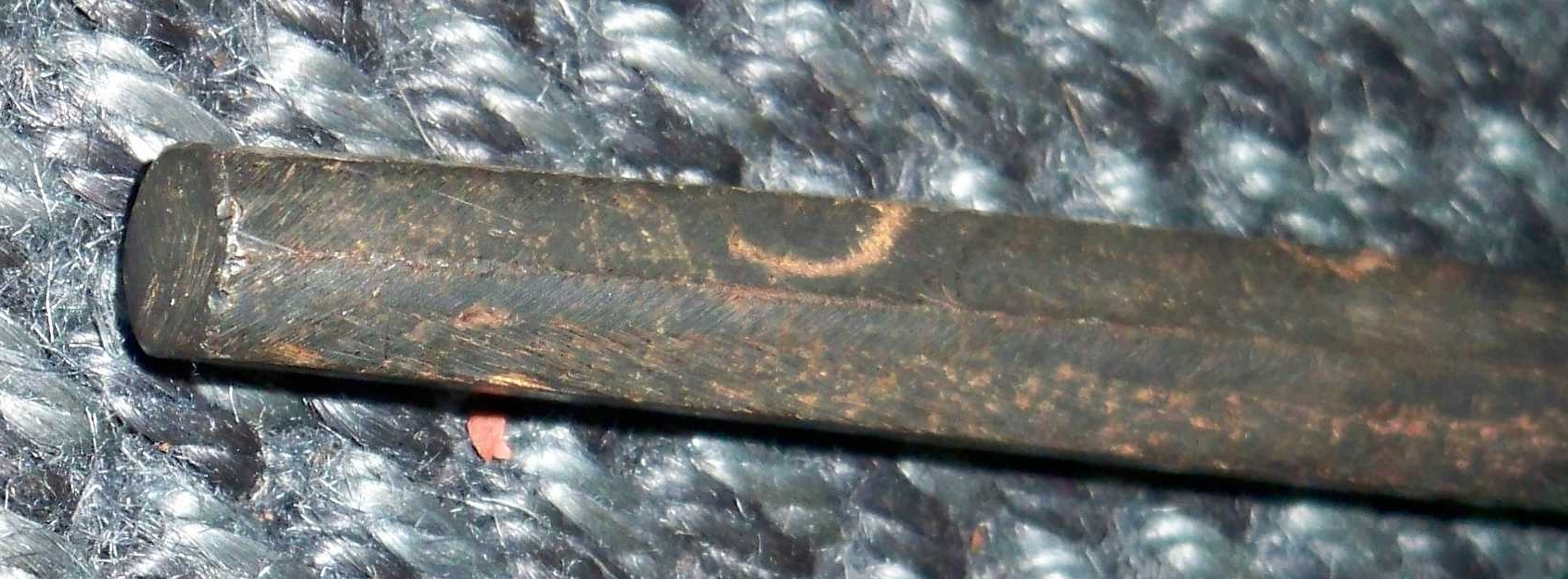
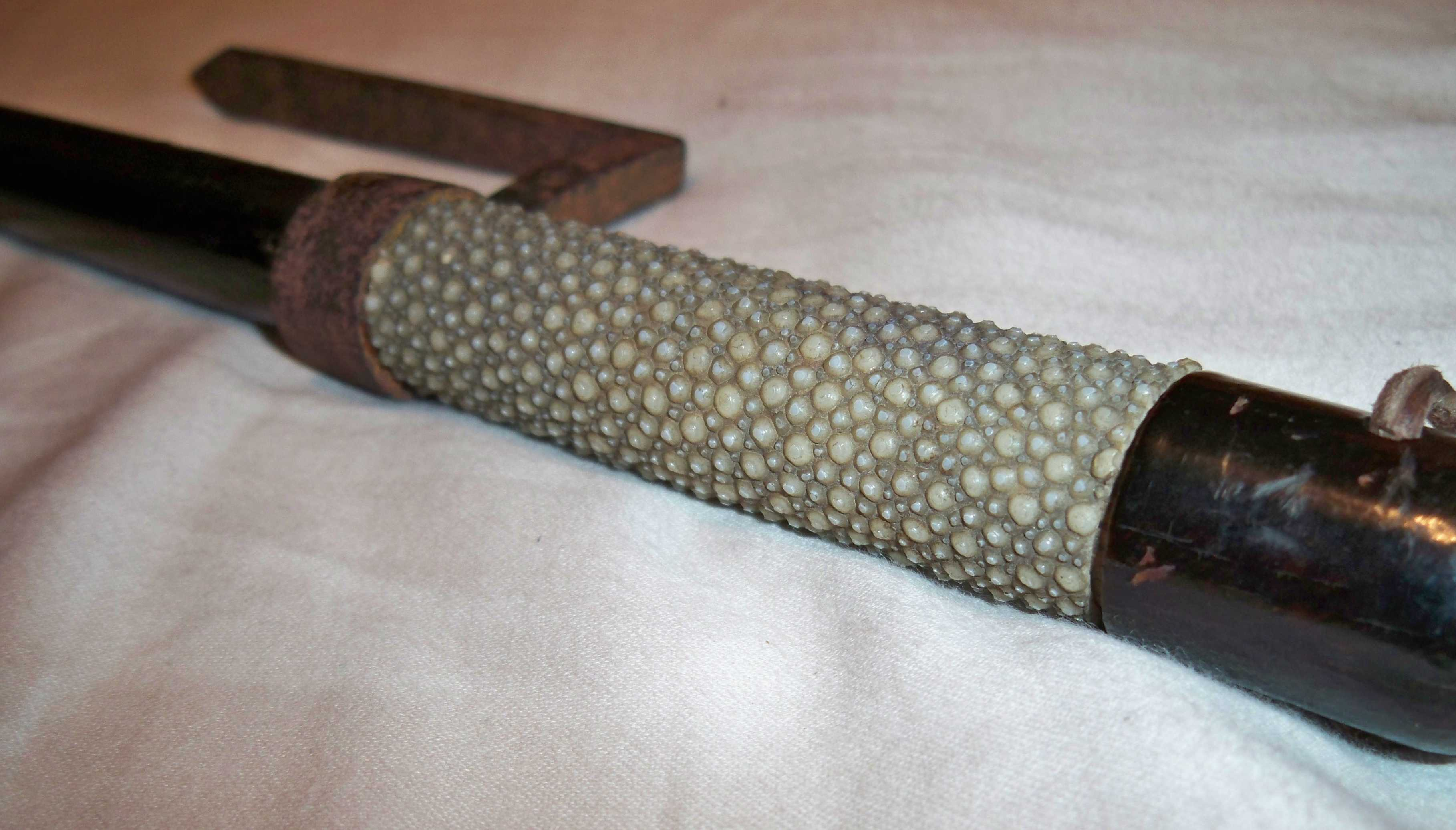
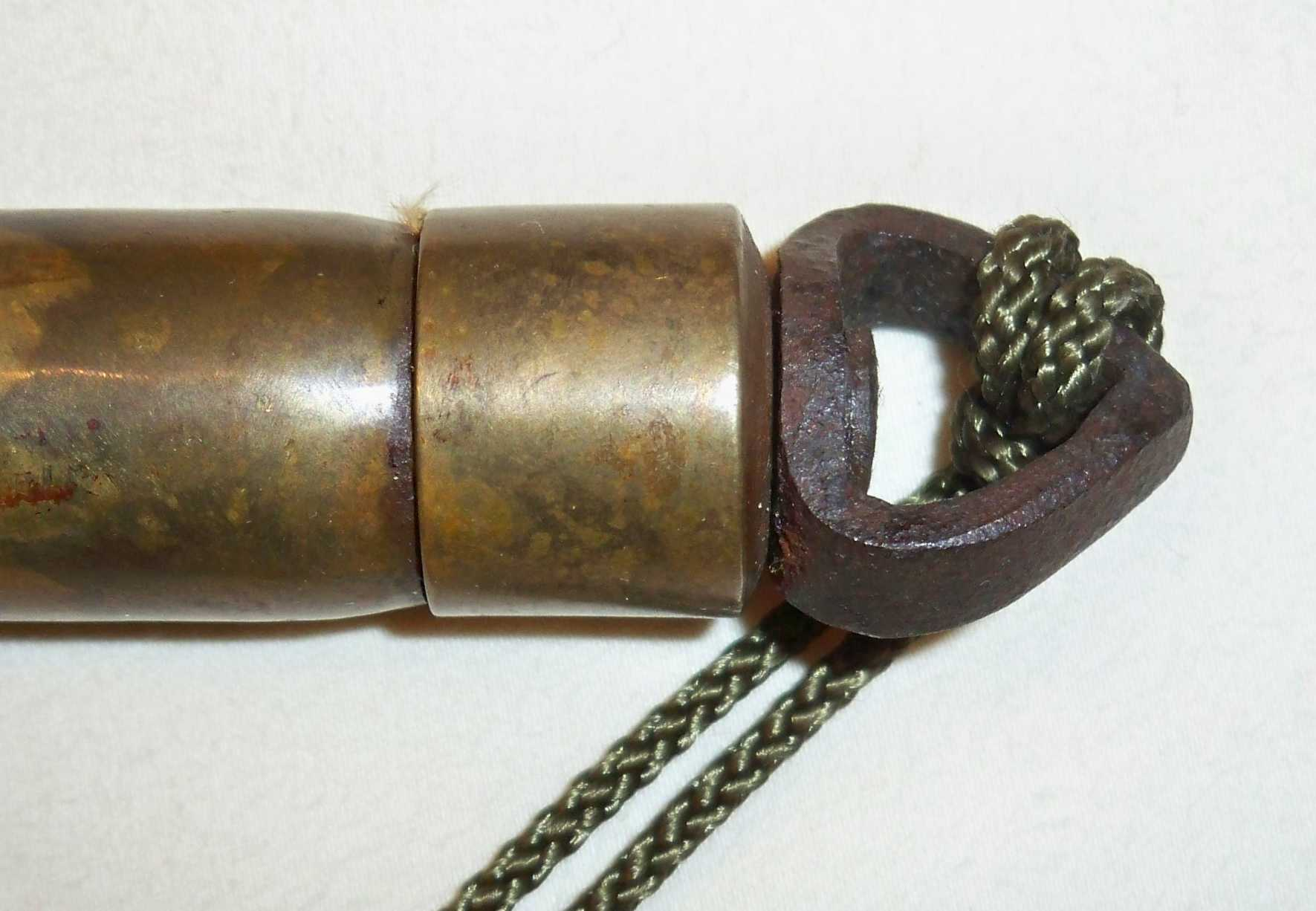
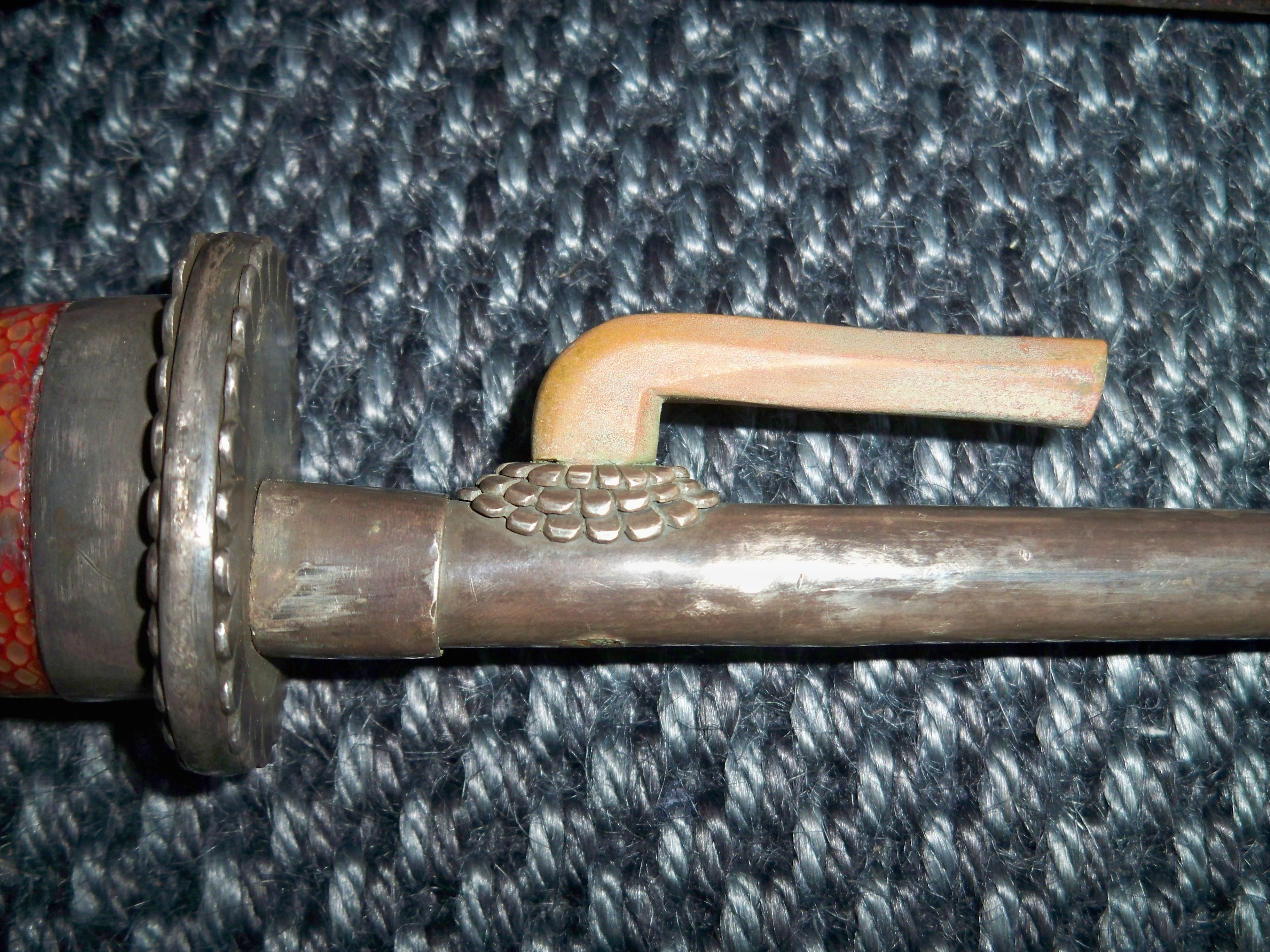
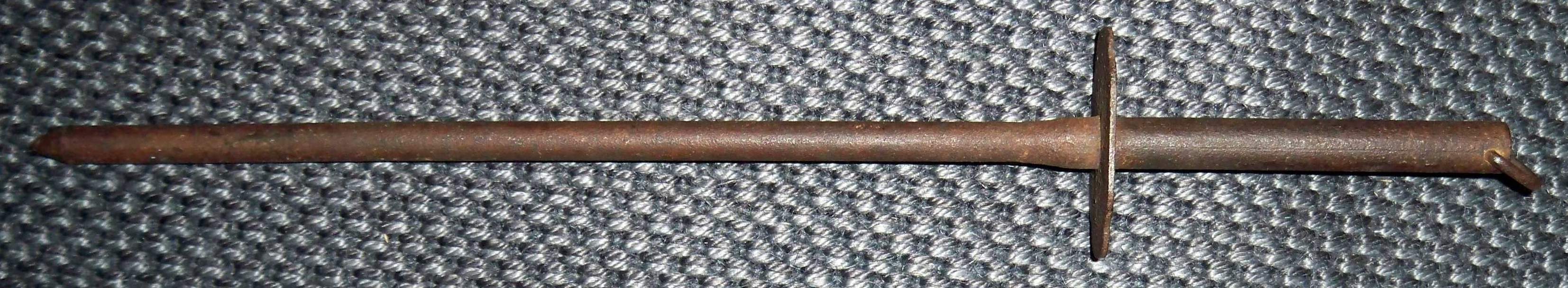
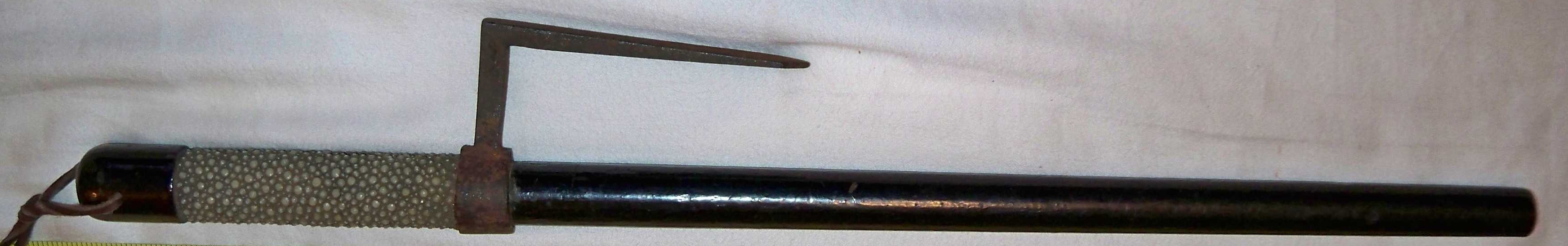
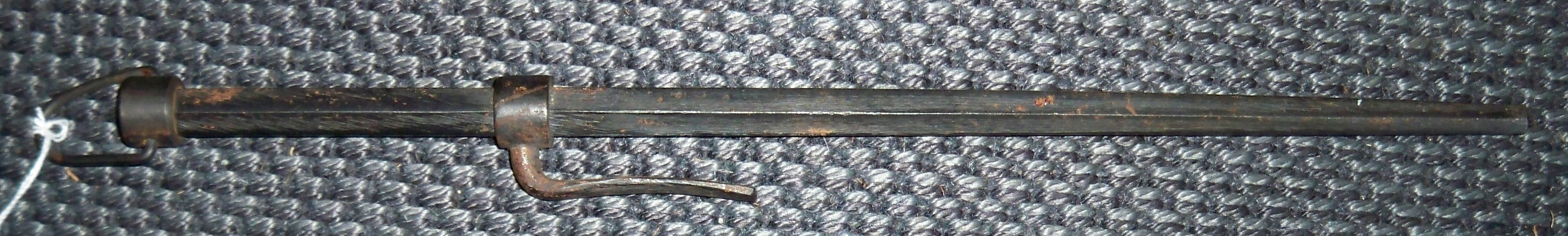
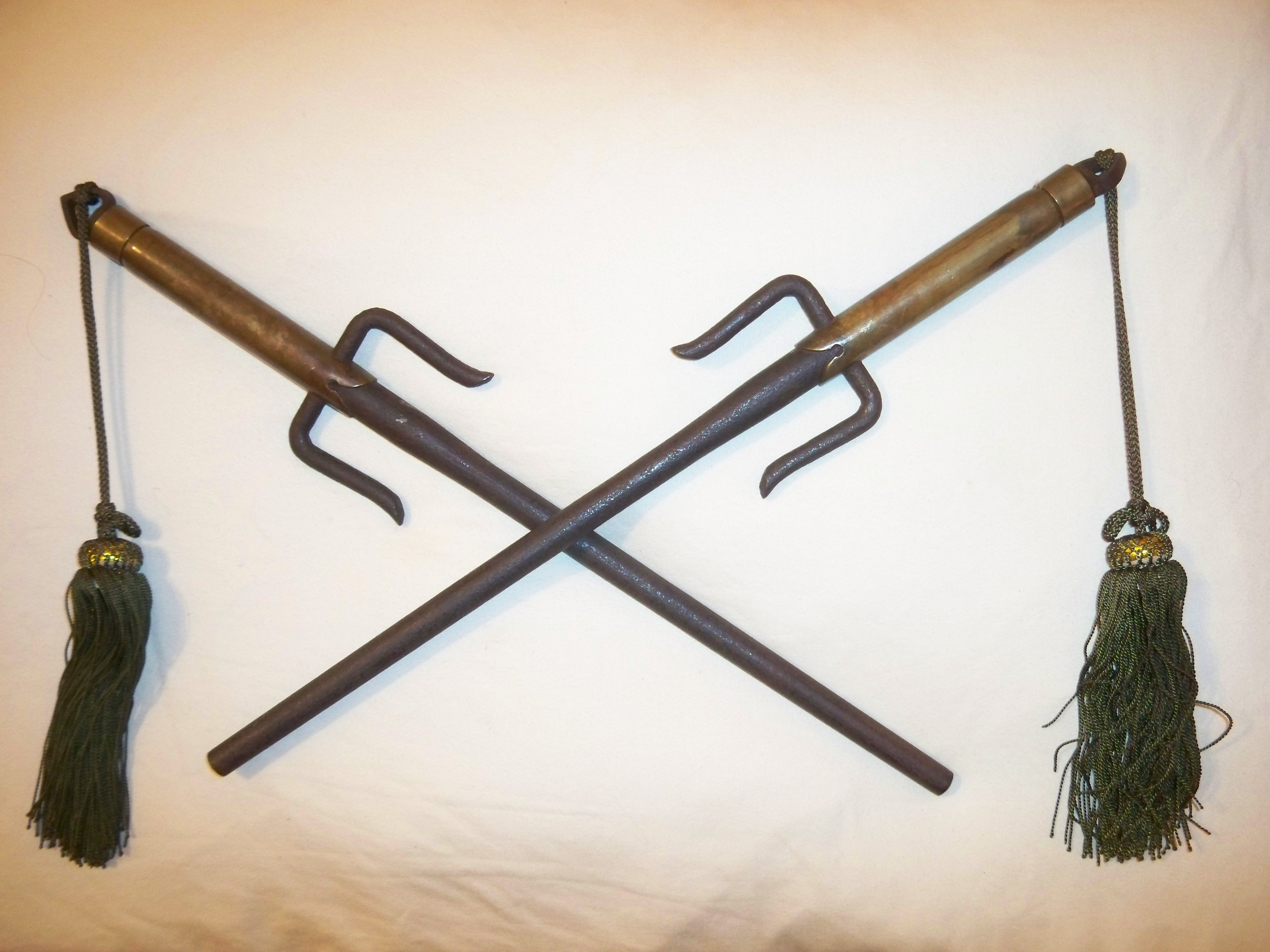